# Fabrizio Guidi
Fabrizio Guidi (født 13. april 1972 i Pontedera) er en italiensk tidligere cykelrytter og sportsdirektør for Team Saxo Bank-Sungard. Fra han blev professionel i 1995 til han stoppede sin aktive karriere i 2007, har Guidi vundet over 40 løb, inklusive 2 etaper i Giro d'Italia og tre etapesejre i Vuelta a España 1998.
I 2011 blev han ansat som sportsdirektør for Bjarne Riis' cykelhold Team Saxo Bank-Sungard.

## Meritter
1995
- 1. etape, Volta a Portugal

1996
- Giro d'Italia 1996:

 Maglia ciclamino (point konkurrencen)
- Vinder af Danmark Rundt
- Gran Premio della Costa Etruschi
- GP Kanton Aargau
- Tre Valli Varesine

1997
- 2. etape, Volta a Portugal
- 1. etape, Euskal Bizikleta

1998
- 3. etape, Vuelta a España

1999
- 1. etape, Giro d'Italia

2000
- 1. etape, Giro d'Italia
- 1. etape, Tour of Netherlands

2001
- 1. etape, Tour de Romandie
- 1. etape, Paris-Nice

2002 Team Coast
- 1. etape, Brixia Tour

2003 team Bianchi

2004 – Team CSC
- 1. etape, Tour de la Région Wallonne
- 1. etape, Post Danmark Rundt

2005 – Phonak Hearing Systems
- 1. etape, Internationale Österreich-Rundfahrt

2006 – Phonak Hearing Systems
- Samlet vinder og vinder af 2. etaper, Tour de la Région Wallonne
- 1. etape, Østrig Rundt
- 1. etape, Tour de Pologne